# Pequena Polônia

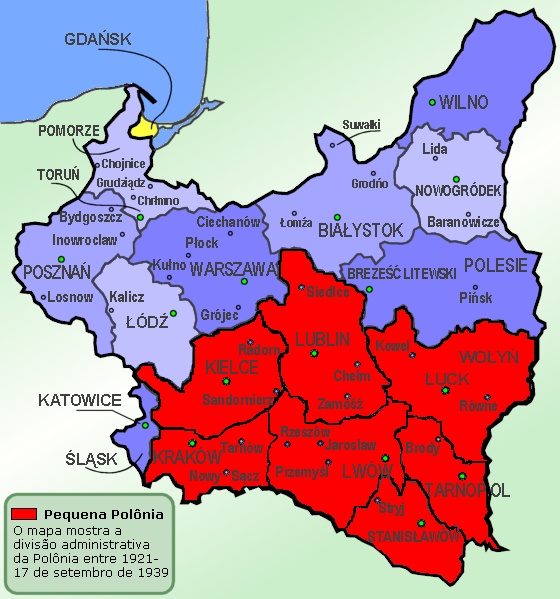
A Pequena Polônia durante o período de entre-guerras (Segunda República), 1921- 17 de setembro de 1939.

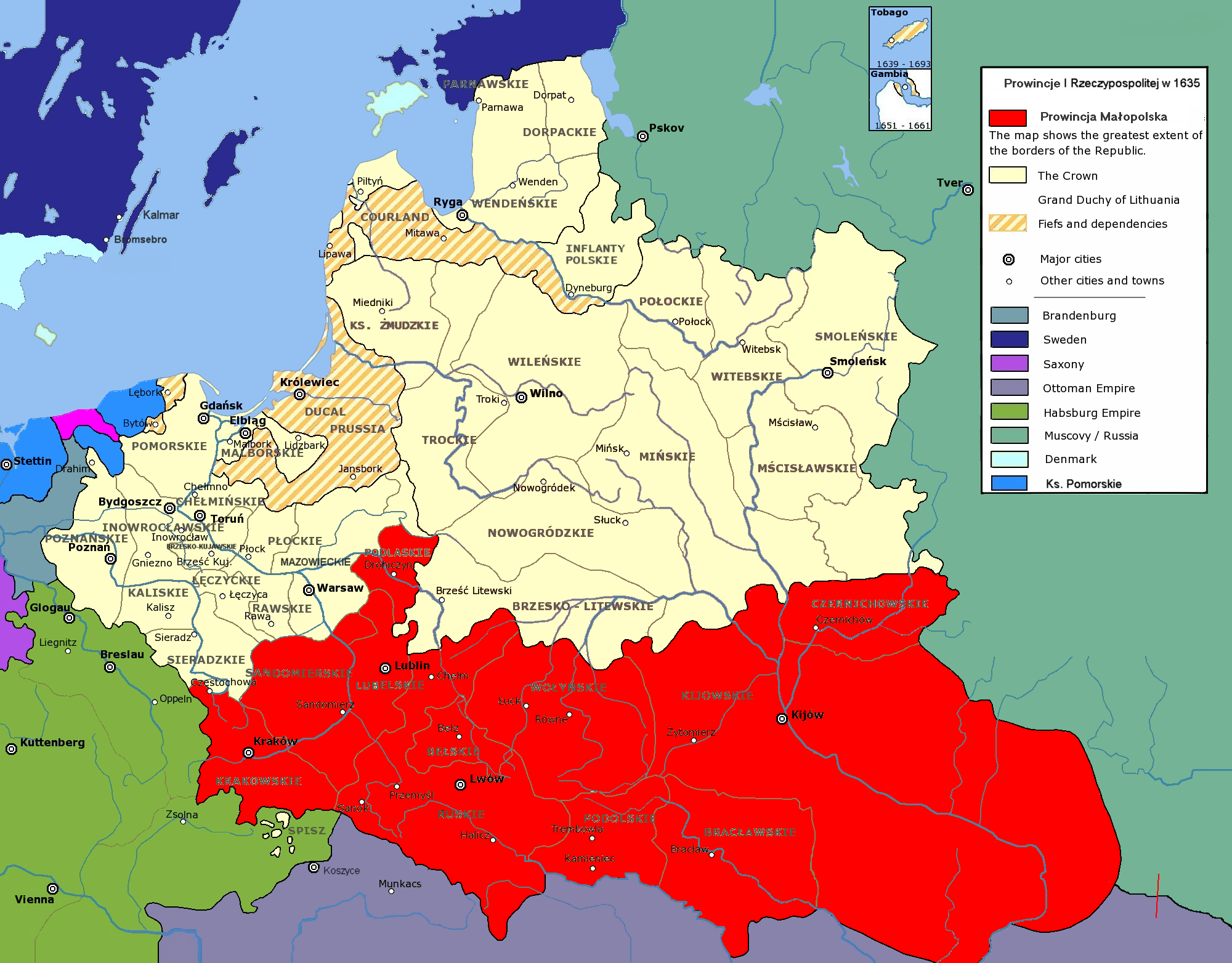
Pequena Polônia- província da República das Duas Nações, durante o período de sua extensão máxima, 1635.

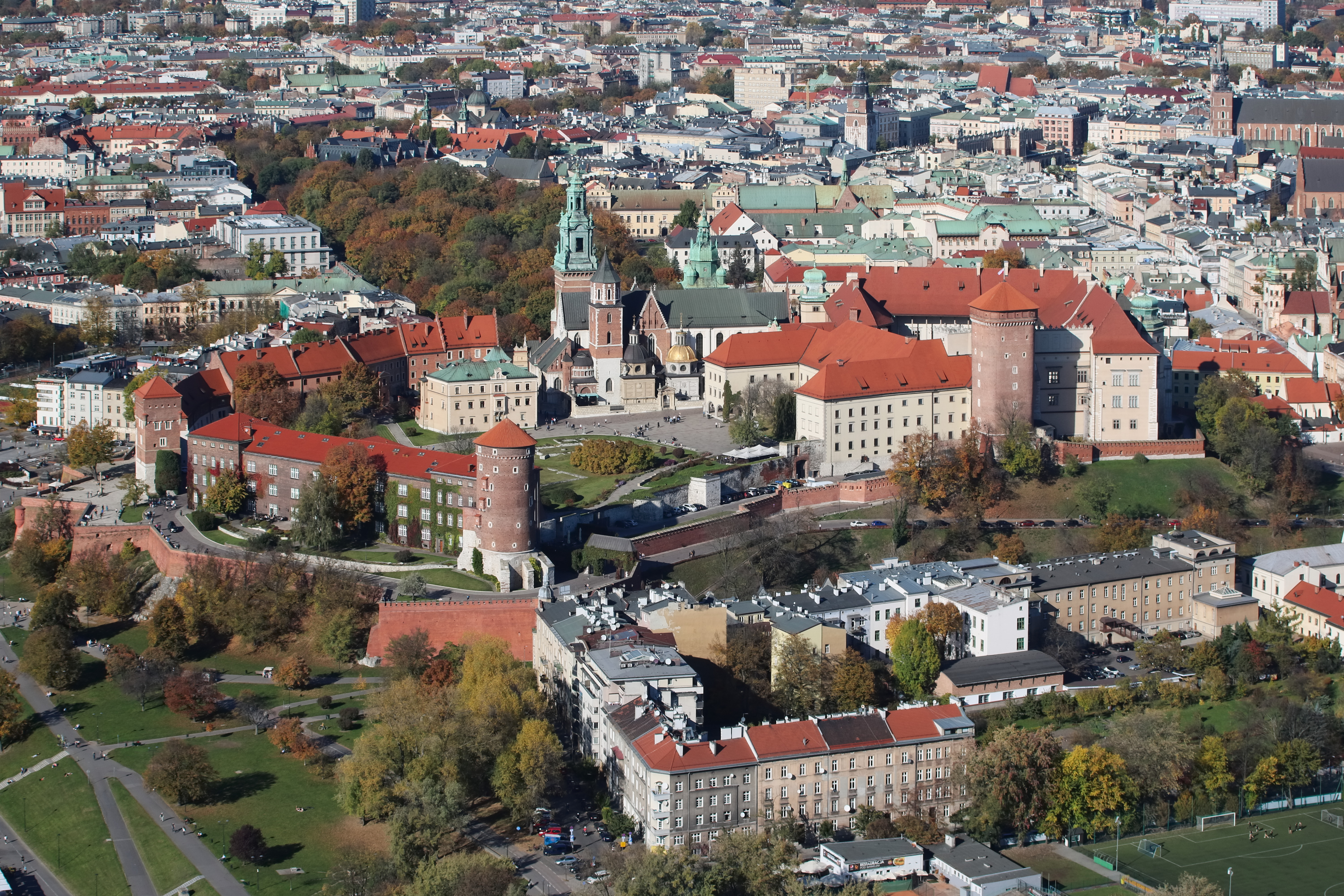
Vista da "cidade velha" em Cracóvia, Polônia.

Pequena Polônia (português brasileiro) ou Pequena Polónia (português europeu) (polonês: Małopolska, latim: Polonia Minor) é uma região histórica da Polônia. Forma a maior parte sul do país. Não deve ser confundida com a voivodia da Pequena Polônia, que é apenas uma parte da região histórica da Pequena Polônia.

## Geografia
A Pequena Polônia abrange o leito superior do rio Vístula e uma grande parte do planalto polonês, incluindo as Montanhas de Santa Cruz, o Vale de Sandomierz e os planaltos da Pequena Polônia e da região de Lublin. Ela estende-se desde os Cárpatos no sul dos rios Pilica e Wieprz em direção ao norte da Polônia. Faz limite com a região da Mazóvia e Terra de Radom ao norte, com a região da Silésia à oeste e com a Ucrânia (Rutênia Vermelha) à leste. Historicamente, até a Segunda Guerra Mundial a região incluía também grande parte da atual Ucrânia (veja Galícia). 
- Província da Pequena Polônia:

A Província da Pequena Polônia (prowincja małopolska) que consiste da Pequena Polônia propriamente dita, Podláquia, Rutênia Vermelha, Volínia, Podolia, Ucrânia, e a voivodia de Czernihów; capital: Cracóvia 
Administrativamente, a área histórica está dividida entre as voivodias da Pequena Polônia, Subcarpácia, Santa Cruz, Lublin, e parte oriental da vizinha Alta Silésia, e parte sul da Mazóvia e Łódź. 

### Principais cidades
As maiores cidades da região são: 
- Cracóvia
- Lwów (hoje pertencente à Ucrânia)

bem como: 
- Rzeszów
- Częstochowa
- Lublin
- Dąbrowa Górnicza
- Mielec
- Kielce
- Sandomierz
- Sosnowiec
- Jaworzno
- Tarnów
- Krosno
- Nowy Sącz
- Tarnobrzeg
- Sanok
- Wieliczka
- Bochnia
- Oświęcim
- Chrzanów
- Radom
- Zakopane
- Bielsko-Biała
- Łuków
- Siedlce

## História
- Século IX – habitada pelos vistulanos, lendianos e outras tribos eslavas menores,
- Fim do século X – domínio dos polanos nas províncias de Cracóvia e Sandomierz.
- Por volta de 1040 – Cracóvia torna-se a capital da Polônia.
- 1138 – início do período de fragmentação da Polônia feudal – Ducado de Cracóvia e Sandomierz ("parte senioral") torna-se a sede de um príncipe sênior.
- 1241 - primeira invasão mongol, comandada por Baidar e Cadã.
- 1259 - segunda invasão mongol, comandada por Nogai Cã.

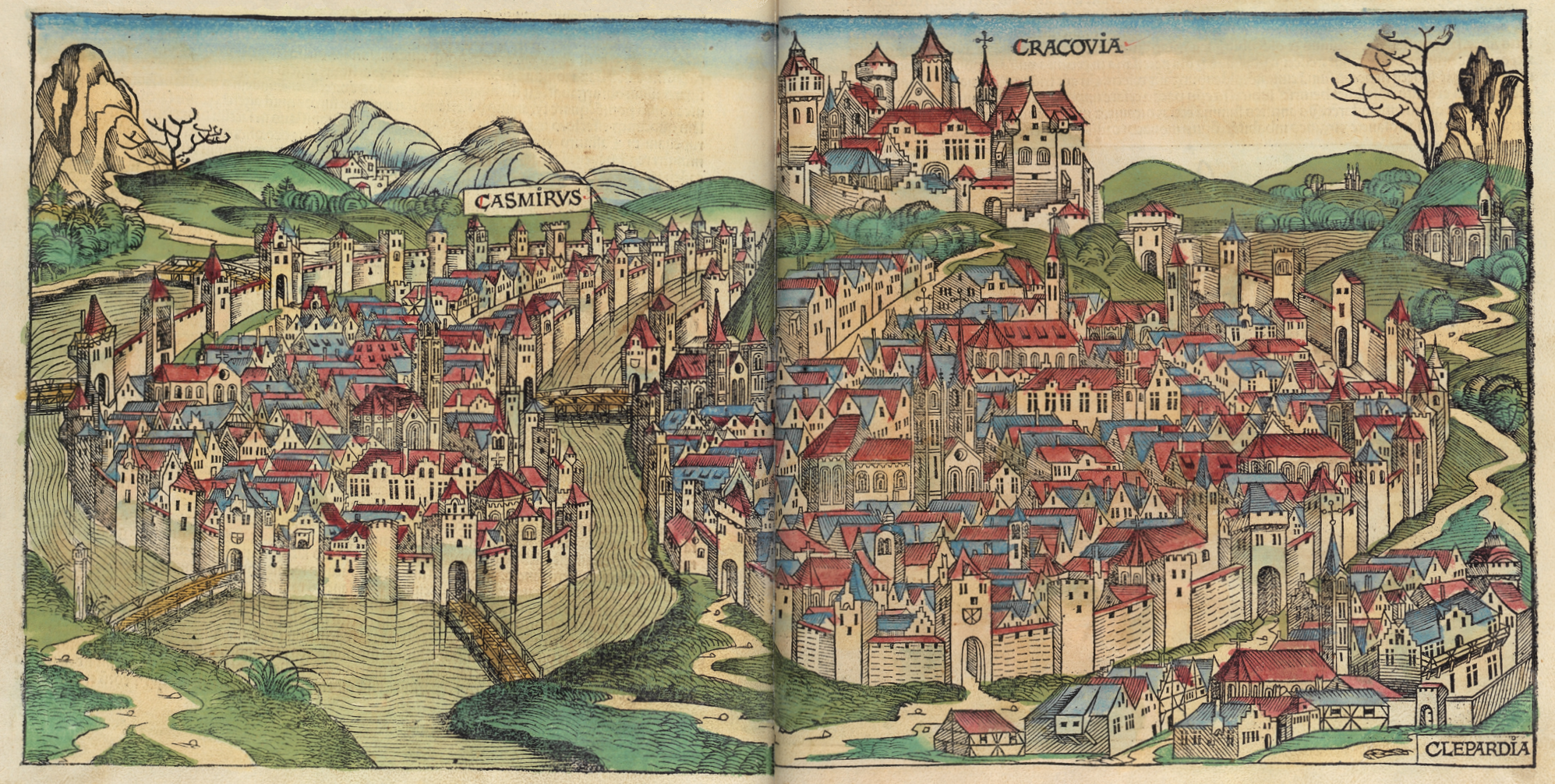
Cracóvia em um desenho de 1493.

- 1287 - terceira invasão mongol, comandada por Tula Buga.
- 20 de janeiro de 1320 - coroação de Vladislau I, o Baixo em Cracóvia fim do periodo de fragmentação - a união da Polônia é restaurada
- Século XV – Sejmik geral em Nowy Korczyn.
- 1340 - anexação da Terra de Sanok e Lvov à Polônia.
- Século XVI – anexação da Rutênia (até Kiev), que passa para a administração da Pequena Polônia.
- Séculos XVI e XVII – Pequena Polônia é o principal centro da cultura na Polônia.
- 1545 – Sejmik geral da voivodia da Rutênia em Sądowa Wisznia.
- 1795-1918 - Período das partições da Polônia: Galícia, Cidade Livre de Cracóvia.
- 1918 – retorno à Polônia após a recuperação da independência.
- Segunda Guerra Mundial – Governo Geral.
- Atualmente: voivodias da Pequena Polônia, Lublin, Subcarpácia, Santa Cruz e partes das voivodias da Silésia, Mazóvia e Łódź.

## Turismo

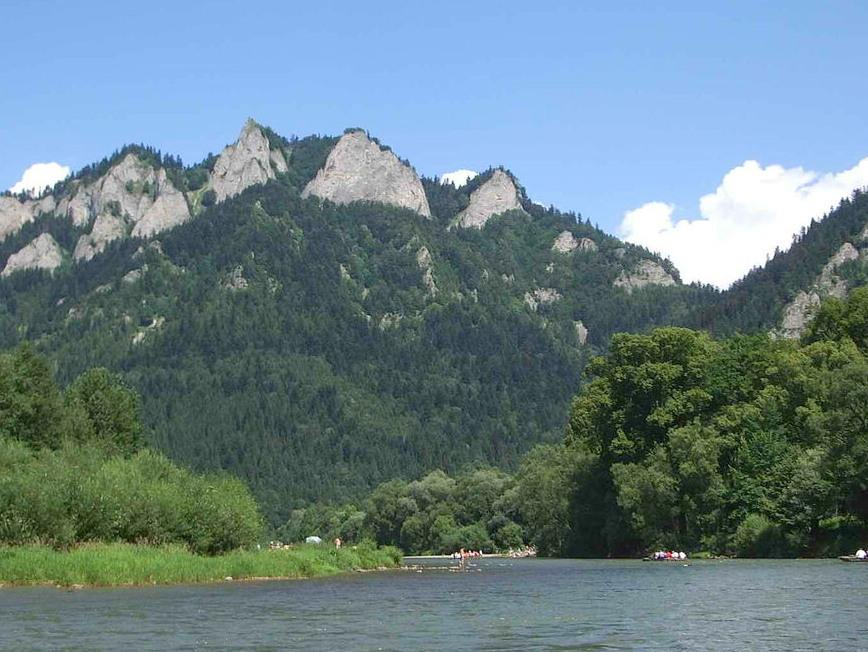
Parque Nacional de Pieniny, na Pequena Polônia.

A capital histórica da Pequena Polônia - Cracóvia é considerada por muitos a capital cultural da Polônia. Em 1978, a UNESCO colocou Cracóvia na lista de Patrimônio Mundial. A arquitetura em madeira (principalmente a das igrejas) da Pequena Polônia faz parte também desta lista assim como a Mina de Sal de Wieliczka localizada nos arredores de Cracóvia. Os seguintes parques nacionais estão localizados na Pequena Polônia:
- Parque Nacional do Tatra,
- Parque Nacional de Ojców,
- Parque Nacional de Pieniny,
- Parque Nacional de Babia Góra,
- Parque Nacional de Gorce,
- Parque Nacional de Magurski,
- Parque Nacional de Bieszczady,
- Parque Nacional de Roztocze,
- Parque Nacional de Santa Cruz,
- Parque Nacional da Podláquia